# Langenbrettach
Langenbrettach ist eine Gemeinde im Landkreis Heilbronn in Baden-Württemberg, die am 1. Januar 1975 durch den Zusammenschluss von Brettach und Langenbeutingen zur neuen Gemeinde Brettach-Langenbeutingen entstand und am 1. Juli 1976 in Langenbrettach umbenannt wurde. Sie gehört zur Region Heilbronn-Franken (bis 20. Mai 2003 Region Franken).

## Geographie

### Geographische Lage
Langenbrettach liegt im Osten des Landkreises Heilbronn auf Höhen zwischen etwas unterhalb von 170 bis fast 340 m ü. NN. Die Gemeinde hat Anteil an den Naturräumen Hohenloher-Haller Ebene und Schwäbisch-Fränkische Waldberge.
Das Gemeindegebiet wird in westnordwestlicher Richtung vom Unterlauf der Brettach durchflossen, eines Kocher-Zuflusses, der auch den größten Teil entwässert. Der im Nordosten entstehende und parallel zu ihr fließende kleine Riedbach ist selbst Kocher-Nebenfluss. Im Südwesten entspringt in einer Waldklinge der (Cleversulzbacher) Sulzbach, der die Brettach erst unterhalb der Gemeinde erreicht.
Auf der Gemarkung der Gemeinde bildet die Brettach, die auf 194,3 m ü. NN ihr Gebiet erreicht und es etwas unterhalb von 169,8 m ü. NN wieder verlässt, in einer flachen Talmulde reiche Wiesenmäander aus, am rechten Hangfuß bzw. auf dem rechten Hang liegen nacheinander die einzigen großen Siedlungen Langenbeutingen und Brettach. Zwischen beiden erreichen sie in dichter Folge ihre örtlich größten Nebenflüsse, erst Seebächle und Landgraben von rechts, dann der längere Tabach von links. Der überwiegende Teil der Gemeindefläche liegt in offener Flur, den äußersten Osten bedeckt der etwa 1 km² große Wald Zuckmantel, im Südwesten hat Langenbrettach um das Quellgebiet des Tabachs über 5 km² Anteil an einem sich jenseits der Grenze nach Süden und Westen noch weit fortsetzenden Bergwaldgebiet, hier liegt auch der mit 338,4 m ü. NN höchste Punkt der Gemeinde.

### Nachbargemeinden
Die Nachbargemeinden Langenbrettachs sind (im Uhrzeigersinn, beginnend im Osten): Stadt Öhringen, Bretzfeld (beide Hohenlohekreis), Eberstadt, Stadt Neuenstadt am Kocher und Hardthausen am Kocher (alle Landkreis Heilbronn). Mit Neuenstadt am Kocher und Hardthausen am Kocher ist Langenbrettach eine Vereinbarte Verwaltungsgemeinschaft eingegangen. In Bretzfeld befindet sich ebenfalls ein nach dem Fluss Brettach benannter Teilort und ist mit Langenbrettach-Brettach nicht zu verwechseln.

### Gemeindegliederung
Langenbrettach besteht aus den Teilorten Brettach und Langenbeutingen. Zu Langenbeutingen gehören noch der Weiler Neudeck und der Hof Wiesenhof. Abgegangene, heute nicht mehr bestehende Orte sind auf Markung Brettach Odeldingen und Schleifmühle, auf Markung Langenbeutingen Betbunt, Hewsterhofen, Rymelauwe, Undernhofen und Waltersfurt.

### Flächenaufteilung
Nach Daten des Statistischen Landesamtes, Stand 2014.

## Geschichte

### Brettach
Die ältesten Siedlungsspuren in Brettach datieren um 360 v. Chr. Eine alamannische Siedlung namens Odoldinga wird für 350 n. Chr. vermutet. Um 500 gründeten die Franken westlich von Odoldinga die Siedlung Brettach (von breit aha, breite Au). Der Ort, der über Heinrich von Brettach erstmals 1261 urkundlich erwähnt wird, gehörte ab 1366 den Herren von Weinsberg, wurde mehrfach verpfändet und war schließlich im Besitz der Kurpfalz, die ihn im Landshuter Erbfolgekrieg 1504 an das Herzogtum Württemberg verlor. Im Dreißigjährigen Krieg wurde Brettach wiederholt von Landsknechten besetzt, geplündert und gebrandschatzt. 1635 wütete zudem die Pest. Der Ort zählte zum Oberamt Neckarsulm, das 1934 in Kreis Neckarsulm umbenannt wurde und 1938 im Landkreis Heilbronn aufging. 1933 wurden 994 Einwohner gezählt, 1939 waren es 921 und Ende 1945 waren es 1023.

### Langenbeutingen
Erste Siedlungsspuren lassen sich für Langenbeutingen um 1000 v. Chr. nachweisen. Der Ort wurde 855 im Lorscher Codex als Butinga erstmals urkundlich erwähnt. Im hohen Mittelalter war der Ort größtenteils im Besitz der Herren von Neudeck, die in Neudeck südöstlich von Beutingen die Burg Neudeck besaßen. Mit dem größten Teil des Neudecker Besitzes kam der Ort im 14. und 15. Jahrhundert an Hohenlohe. Noch im 15. Jahrhundert wurde zwischen Ober-Beutingen und Unter-Beutingen unterschieden, die durch den heute Goppengrundbach genannten Wasserlauf getrennt waren, der dem Wirbelbrunnen nordöstlich von Langenbeutingen entspringt. Unter-Beutingen war das ursprüngliche Beutingen, Ober-Beutingen wurde auch Weyer (Wyer/Weyher) genannt. Durch das Zusammenwachsen beider Ortsteile bis um 1600 entstand die heutige langgezogene Siedlungsform des Ortes, dessen zwei historische Kirchen noch die historischen Siedlungskerne aufzeigen. Hohenlohe war zwischen 1500 und 1806 ein Teil des Fränkischen Reichskreises. 1806 wurde auch Beutingen württembergisch und erhielt im Königreich Württemberg seinen heutigen Namen Langenbeutingen. Es gehörte ab 1809 zum Oberamt Öhringen. Bei der Kreisreform während der NS-Zeit in Württemberg gelangte Langenbeutingen 1938 zum Landkreis Öhringen. 1933 wurden 797 Einwohner gezählt, 1939 waren es 764 und Ende 1945 waren es 941. 1956 wurde auf Langenbeutinger Gemarkung erstmals der Wohnplatz Wiesenhof erwähnt.

### Gemeinsame Nachkriegsentwicklungen
Nach dem Zweiten Weltkrieg gehörten Brettach und Langenbeutingen von 1945 bis 1952 zum Nachkriegsland Württemberg-Baden, das 1945 in der Amerikanischen Besatzungszone gegründet worden war, ab 1952 zum neuen Bundesland Baden-Württemberg. Seit der Kreisreform von 1973 ist auch das einst hohenlohische Langenbeutingen Teil des Landkreises Heilbronn, dem Brettach bereits seit 1938 angehört.

### Langenbrettach
Am 1. Januar 1975 wurden Brettach und Langenbeutingen zur neuen Gemeinde Brettach-Langenbeutingen zusammengeschlossen. Am 1. Juli 1976 wurde diese in Langenbrettach umbenannt.

### Religionen
1534 wurde in Württemberg und damit auch in Brettach die Reformation eingeführt. Heute sind die Einwohner Langenbrettachs überwiegend evangelisch. Es gibt in Brettach und in Langenbeutingen jeweils eine eigene evangelische Kirchengemeinde, wobei die evangelische Kirchengemeinde Brettach zum Kirchenbezirk Weinsberg-Neuenstadt der Evangelischen Landeskirche in Württemberg gehört und die evangelische Kirchengemeinde Langenbeutingen zum Kirchenbezirk Öhringen. Die Martinskirche in Langenbeutingen ist die Urkirche des Brettachgaues. In der Brettacher Gemeinde besteht eine Altpietistische Gemeinschaft.
Die neuapostolische Kirchengemeinde in der Nachbarstadt Neuenstadt am Kocher, die auch für Langenbrettach zuständig ist, hat ihre Ursprünge in Brettach.

## Politik

### Gemeinderat
In Langenbrettach wird der Gemeinderat nach dem Verfahren der unechten Teilortswahl gewählt. Dabei kann sich die Zahl der Gemeinderäte durch Überhangmandate verändern. Der Gemeinderat in Langenbrettach hat nach der letzten Wahl 15 Mitglieder (2019: 15). Die Kommunalwahl am 9. Juni 2024 führte zu folgendem vorläufigen Endergebnis, die Wahlbeteiligung lag bei 67,03 %. Der Gemeinderat besteht aus den gewählten ehrenamtlichen Gemeinderäten und dem Bürgermeister als Vorsitzendem. Der Bürgermeister ist im Gemeinderat stimmberechtigt.
| Partei/Liste            | Stimmenanteil | Sitze    | 2019                     |
| ----------------------- | ------------- | -------- | ------------------------ |
| Freie Wählervereinigung | 79,86 %       | 12 Sitze | (2019: 12 Sitze, 79,9 %) |
| Unabhängige Frauenliste | 20,1 %        | 3 Sitze  | (2019: 03 Sitze, 20,1 %) |

In der Ortschaft Langenbeutingen gibt es einen bei jeder Kommunalwahl von der wahlberechtigten Bevölkerung zu wählenden Ortschaftsrat mit acht Mitgliedern (7 Langenbeutingen, 1 Neudeck). Auf seinen Vorschlag hin wählt der Gemeinderat für den ehrenamtlichen Ortsvorsteher Langenbeutingens. Ortschaftsrat und Ortsvorsteher sind zu wichtigen die Ortschaft betreffenden Angelegenheiten zu hören.

### Bürgermeister
Bürgermeister der Gemeinde ist seit August 2011 Timo Natter. Am 30. Juni 2019 wurde er mit 58,69 % der Stimmen wiedergewählt (2011: 95 %).

### Wappen und Flagge
|                           | Wappen von Langenbrettach |
| Wappen von Langenbrettach | Blasonierung: „In Blau eine silberne Wellen-Schräglinksleiste, darüber ein goldener Apfel mit einem linkshin weisenden goldenen Blatt (Brettacher Apfel), darunter eine goldene Kirche mit linksstehendem Turm.“ |
| Wappen von Langenbrettach | Wappenbegründung: Der Apfel steht symbolisch für den Brettacher, eine Apfelsorte, die 1911 als Zufallssämling in Brettach entdeckt wurde und Mitte des 20. Jahrhunderts weit verbreitet war. Die Kirche wurde aus dem Langenbeutinger Wappen übernommen; der Wellenschräglinksbalken symbolisiert die Brettach, die dicht an allen drei Ortsteilen der Gemeinde vorbeifließt. |

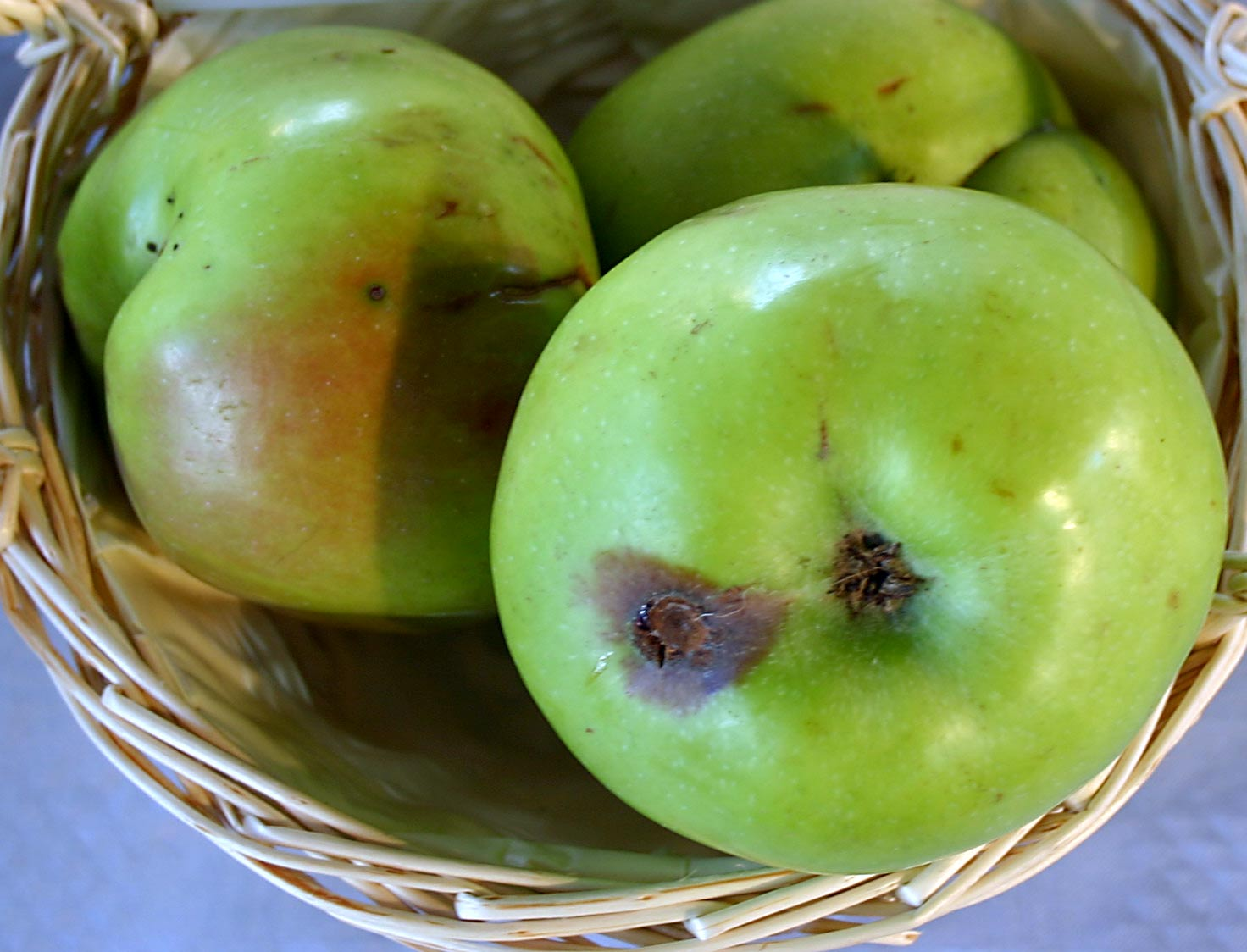
Brettacher

Die Flagge der Gemeinde ist Gelb-Blau. Wappen und Flagge wurden der Gemeinde am 26. April 1976 vom Landratsamt des Landkreises Heilbronn verliehen.
|                     | Wappen von Brettach |
| Wappen von Brettach | Blasonierung: „In Blau eine goldene Haferrispe.“ |
| Wappen von Brettach | Wappenbegründung: Das älteste bekannte Siegel Brettachs von 1630 zeigt als Wappenfigur einen Mann, der in der Rechten eine auswärts gekehrte Sichel, in der Linken eine Getreidefrucht hält. Alle erhaltenen späteren Siegel zeigen nur noch eine Haferrispe im Wappenschild. Für die Abbildung der Haferrispe existieren zwei Erklärungen: Einerseits kann sie als Symbol für den fruchtbaren Lössboden der Brettacher Gemarkung verstanden werden, auf dem zur Entstehungszeit des Wappens hauptsächlich Hafer, damals die wichtigste Getreidesorte, angebaut wurde (so auch angegeben in der Beschreibung des Oberamts Neckarsulm von 1881). Andererseits ist sie möglicherweise ein Symbol des französischen Mönchs St. Ägidius, der den Ort christianisierte. |

Die Wappenfarben wurden 1918 von der württembergischen Archivdirektion festgelegt. Das baden-württembergische Innenministerium hat am 20. April 1964 das Wappen bestätigt und der Gemeinde Brettach die Flagge Gelb-Blau verliehen.
|                            | Wappen von Langenbeutingen |
| Wappen von Langenbeutingen | Blasonierung: „In Blau ein silberner Wellenschräglinksbalken, beiderseits begleitet von je einer silbernen Kirche.“ |
| Wappen von Langenbeutingen | Wappenbegründung: Die beiden Kirchen erinnern daran, dass Langenbeutingen aus zwei zusammengewachsenen, ursprünglich durch einen Bach getrennten Weilern entstanden ist und infolgedessen zwei Kirchengebäude besitzt. |

Das Wappen wurde 1914 angenommen.
Der Ort Neudeck selbst besitzt kein eigenes Wappen; jedoch wurde er im Mittelalter mehrere Jahrhunderte lang von den Herren von Neudeck beherrscht, deren Wappen einen roten Querbalken auf silbernem Grund zeigt.

## Kultur und Sehenswürdigkeiten

### Sehenswertes in Brettach

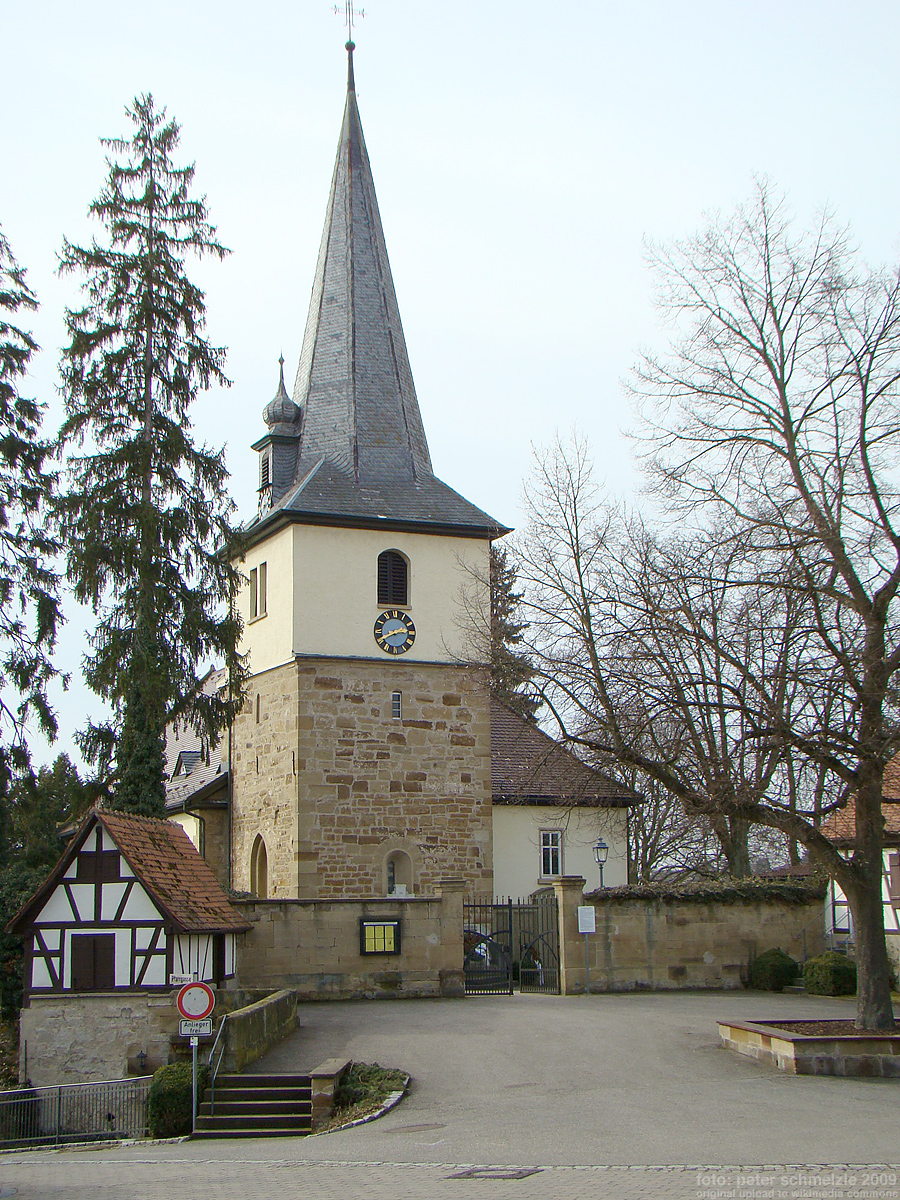
Ägidiuskirche

- Die Ägidiuskirche, 1264 erstmals erwähnt, ist eine ehemalige Wehrkirche, die im Mittelalter von einem Wehrgraben und 23 so genannten Gaden umgeben war. Die ältesten Bauteile der Kirche stammen wohl aus dem späten 10. Jahrhundert.[20][21] Die Kirche geht auf einen sehr alten, vermutlich alemannischen Kultplatz an einer Quelle zurück. Wohl im späten 10. Jahrhundert wurde sie zu einer von Mauern umgebenen Wehrkirche mit Wehrgraben ausgebaut. Die Anlage umfasste einst neben der Kirche noch 23 so genannte Gaden, die als Fruchtlagerschuppen mit Gewölbekellern, aber auch als Zufluchtsstätten der Bevölkerung innerhalb der Wehranlage genutzt wurden. Von den Erweiterungen der Kirche im 16. Jahrhundert künden das 1578 an die neue Westwand versetzte Portal von 1514 und eine Inschrift am Langhaus, die für dieses Jahr den Baumeister Clemens Vock nennt. Vor allem ging es damals um die beträchtliche Erweiterung (Flächen-Vervierfachung) des Kirchenschiffs[22] nach Norden und Westen im Sinn einer Querkirche mit Einbau zunächst der West-, 1681 auch der Nordempore (einschließlich östlichem Schenkel an der Stirnwand bis über den Chorbogen) und Ausrichtung des Kirchengestühls zur Kanzel vor der Südwand (1955 als niedriger Ambo an die Chorbogenwand versetzt). Um 1570 wurde auch der Wehrgraben zugeschüttet und die zum Kirchbrunnen gefasste Quelle mit einem Gewölbe überdacht, wodurch der Lindenplatz vor der Kirche entstand. Die ohnehin damals schon baufälligen Gaden wurden ab 1578 abgerissen. Heute ist nur noch ein Gaden erhalten, der noch im 19. Jahrhundert als Gemeindegefängnis diente. 1886 renovierte Heinrich Dolmetsch die Kirche,[23] nochmals innenerneuert wurde sie 1955 durch Hannes Mayer, wobei der jeweilige Charakter des frühromanischen Chorraum und des Renaissance-Schiffs wieder hergestellt wurde. Im Inneren der Kirche haben sich renaissancezeitliche Wandmalereien erhalten: von David Ebermann aus Heilbronn 1591 das Nordwandgemälde, welches Luther mit Schwan darstellt, wohl das älteste Luthergemälde in Württemberg, und von Hans Veit Becker aus Heilbronn 1681 die Wandgemälde von Isaaks Opferung bis zum neuen Jerusalem. Zur historischen Ausstattung zählen außerdem die über 20 Gemälde in den Brüstungsfelder der Emporen mit Darstellungen aus Altem und Neuem Testament, der hochbarocke Apostelalter von 1681 einschließlich Kruzifix mit Evangelisten-Medaillons an den vier Kreuz-Armen, die Kanzel, der historische Orgelprospekt von 1762, zwei Engelsfiguren im Turmsockel sowie ein Epitaph mit knienden Stiftern vor dem Auferstandenen an der Chorwand. Zur Renovierung 1955 trug der Glasmaler Adolf Valentin Saile mit der Darstellung von Petrus, Paulus und Christus dem Weltenherrscher im Chorfenster bei.
- Außen an der Kirche befinden sich zwei Kriegerdenkmale für die örtlichen Gefallenen beider Weltkriege (das zweite stammt von Helmuth Uhrig), im umliegenden Friedhof steht die große, um 1840 angepflanzte Blutbuche. Das nahe Pfarrhaus wurde 1740 errichtet.
- Der Lindenplatz wurde im 19. Jahrhundert durch die Erweiterung des Gewölbes über dem Kirchbrunnen zu einer Gesamtlänge von 17 m erweitert. Am Lindenplatz ist ein renaissancezeitliches Prunkportal mit einem Mauerfragment vor einem Fachwerkhaus von 1580 erhalten.
- Das Gasthaus Lamm in der Ortsmitte hat ein historisches Portal mit einem Wappen von 1601. Auch einige weitere Gebäude in der Ortsmitte weisen geschmückte historische Portale auf.

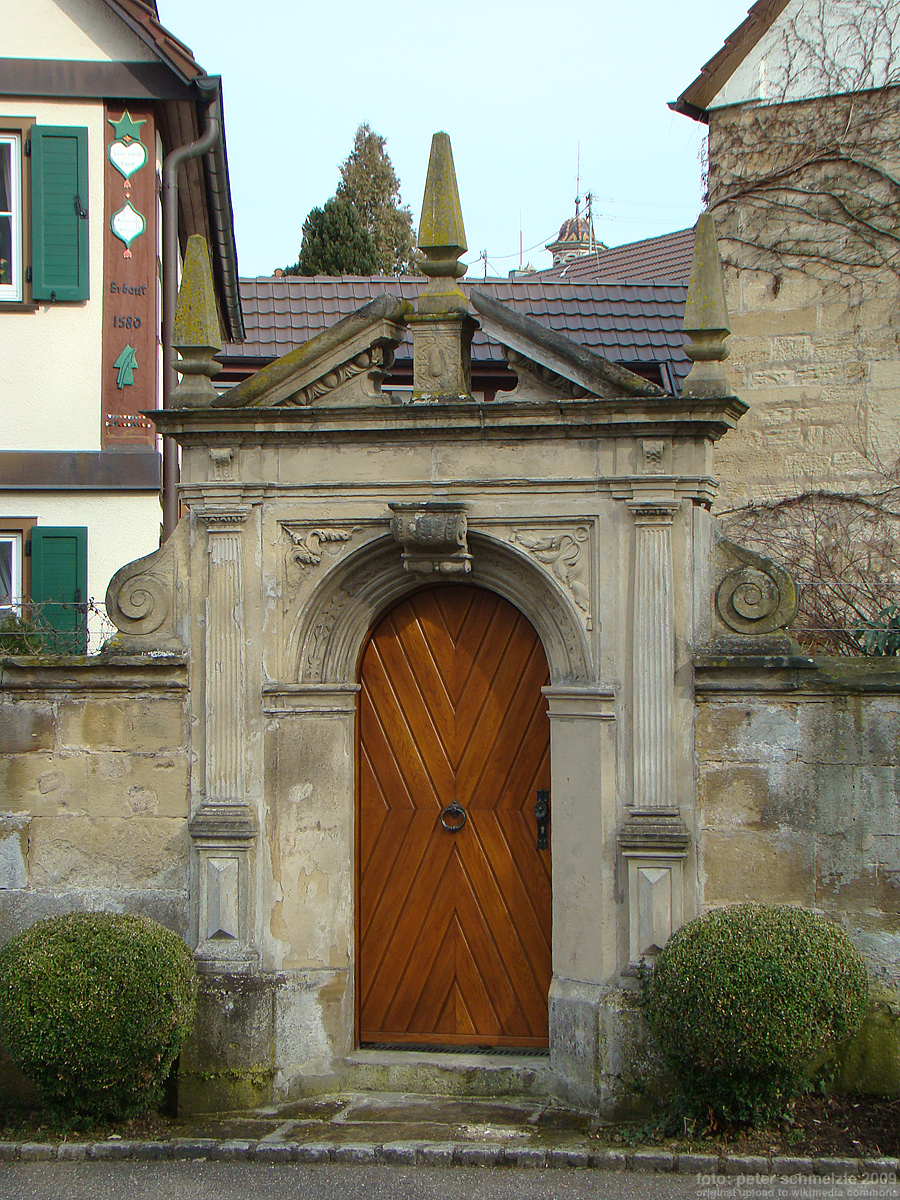
Portal am Lindenplatz
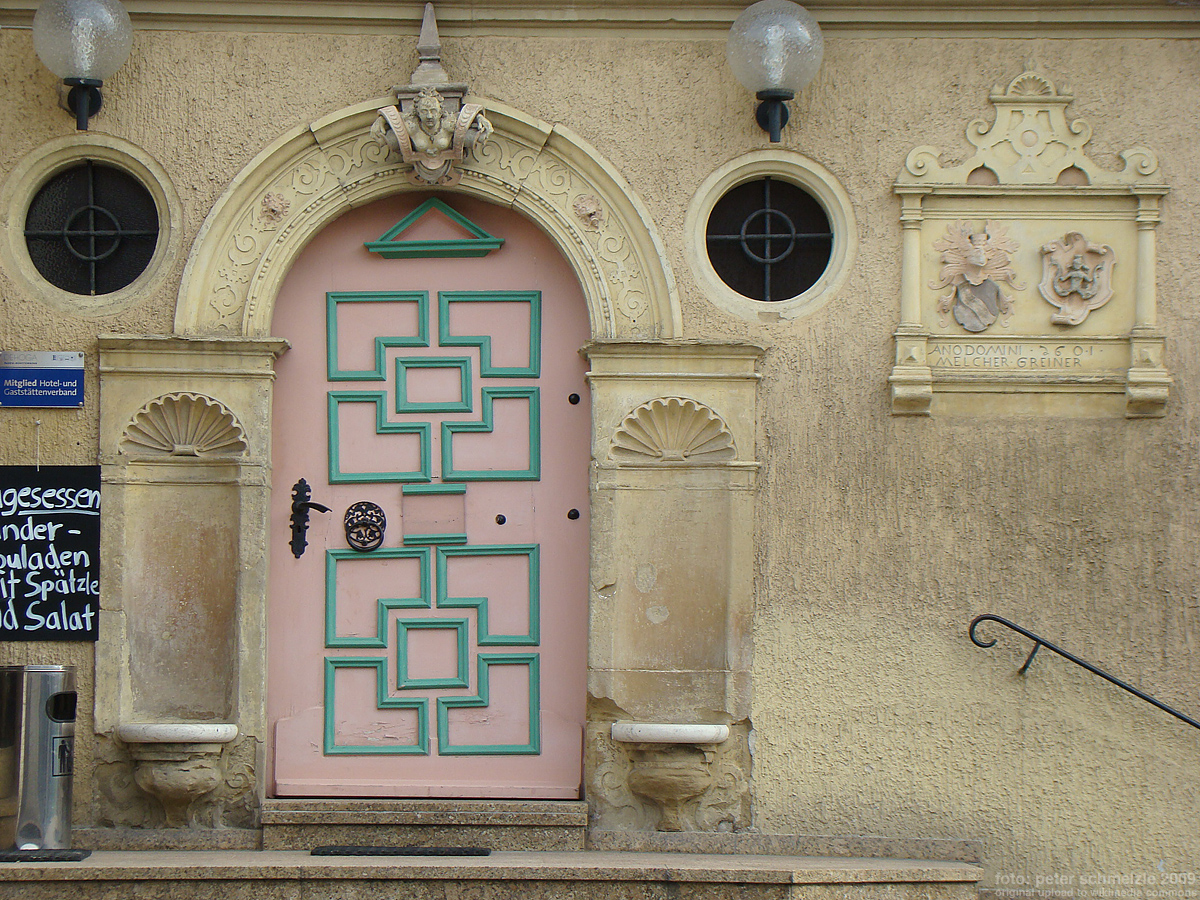
Portal am Gasthof Lamm
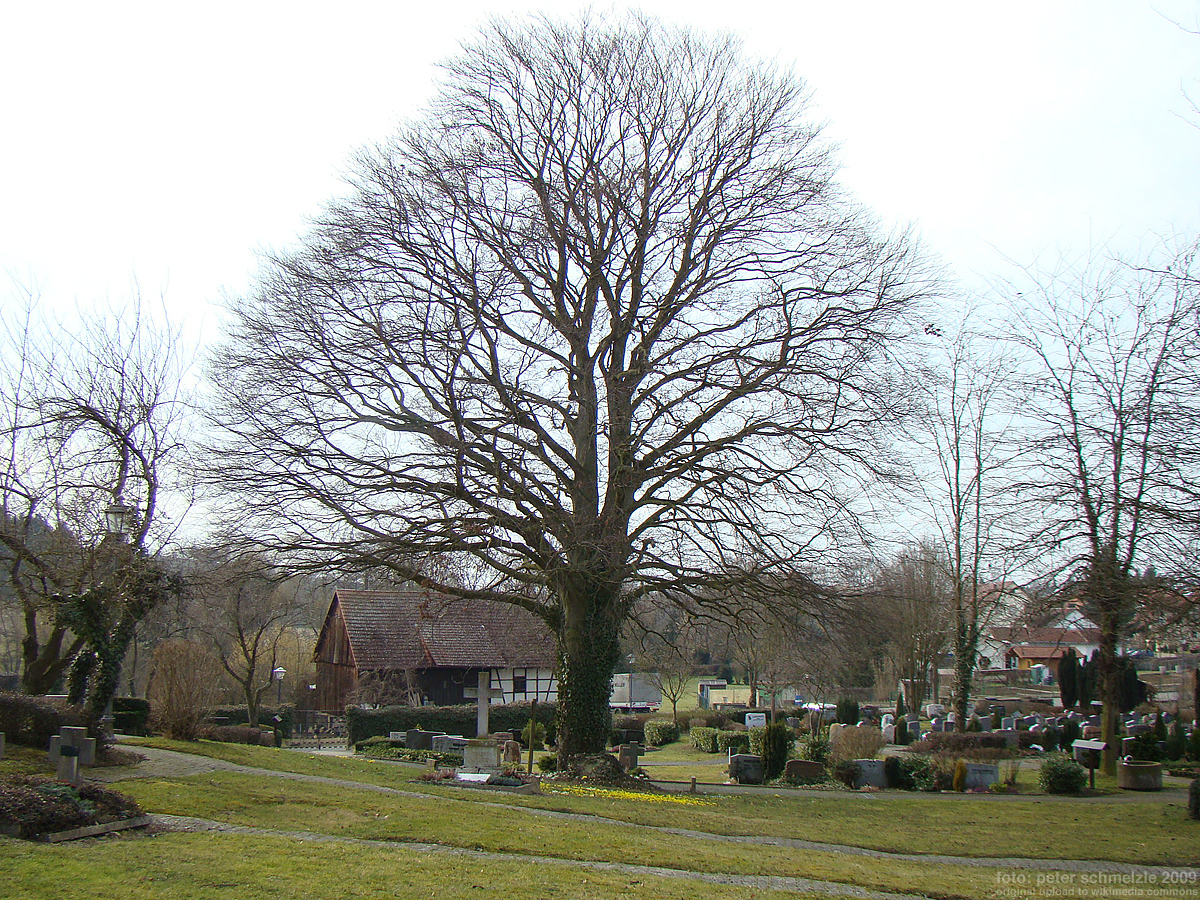
Blutbuche von 1840

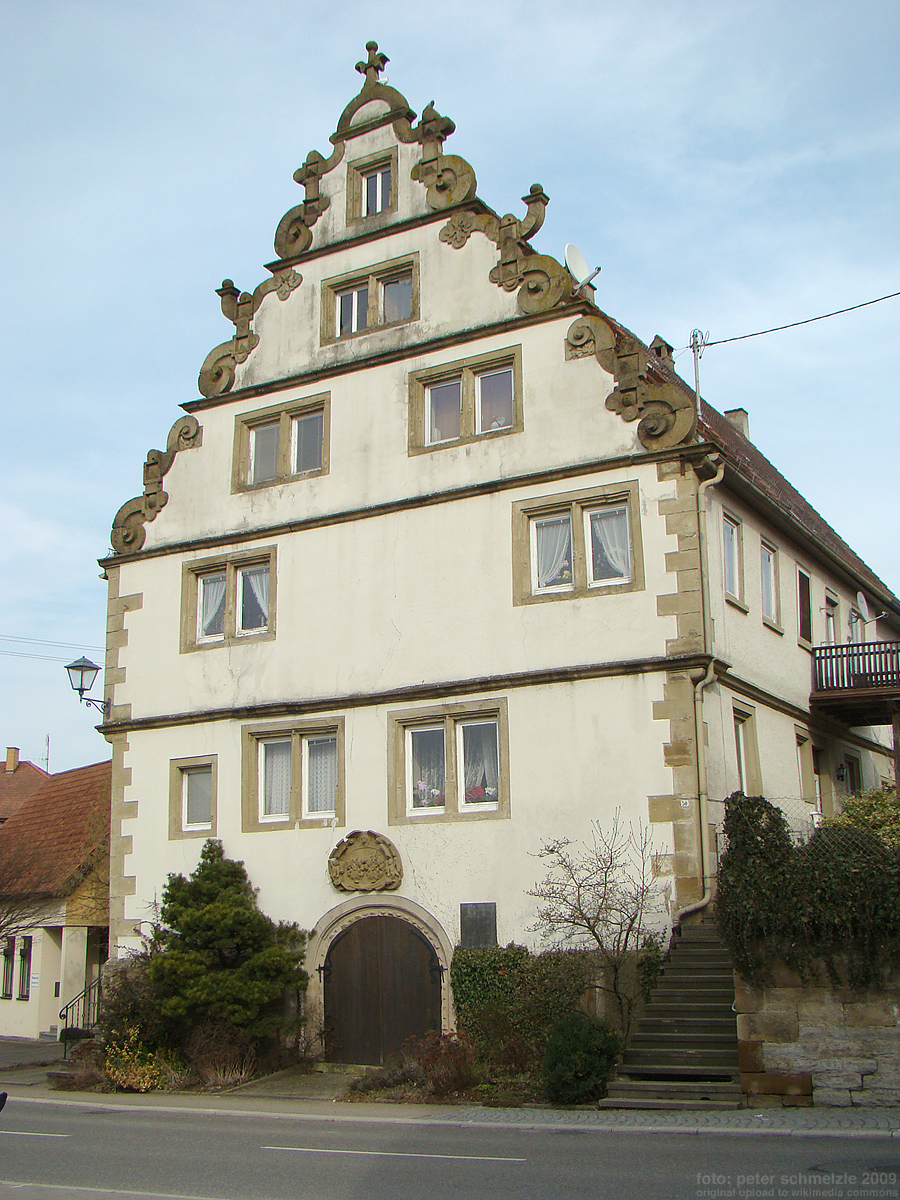
Chanowskysches Schlösschen

- Das Chanowskysche Schlösschen wurde um 1609/10 von Junker Heinrich Chanowsky, herzogl. württ. Forstmeister in Neuenstadt am Kocher, im Stil des Manierismus erbaut. Das Gebäude mit dem markanten Volutengiebel wurde 1664 von Herzog Friedrich von Württemberg-Neuenstadt erworben, der 1649 zu seiner Versorgung die Ämter Neuenstadt, Möckmühl und Weinsberg erhalten hatte. Das Schlösschen befand sich seit dem 18. Jahrhundert in Privatbesitz. Seit August 2012 ist es im Besitz der Gemeinde Langenbrettach, welche es nach umfangreicher Sanierung seit Oktober 2015 unter der Bezeichnung Chanofsky-Schlössle als Verwaltungsgebäude nutzt. Es ist mit dem Prunkwappen der Chanowsky (um 1600) verziert.
- An der Brettach befindet sich die restaurierte Brettacher Mühle aus dem 17. Jahrhundert mit einem weiteren schmuckvollen Volutengiebel. Nahe der Mühle führt eine kleine Steinbrücke von 1730 über den von der Brettach abgezweigten Mühlgraben.
- Zu den weiteren markanten historischen Bauten in Brettach zählen das alte Schulhaus von 1872 und das Rathaus von 1888.

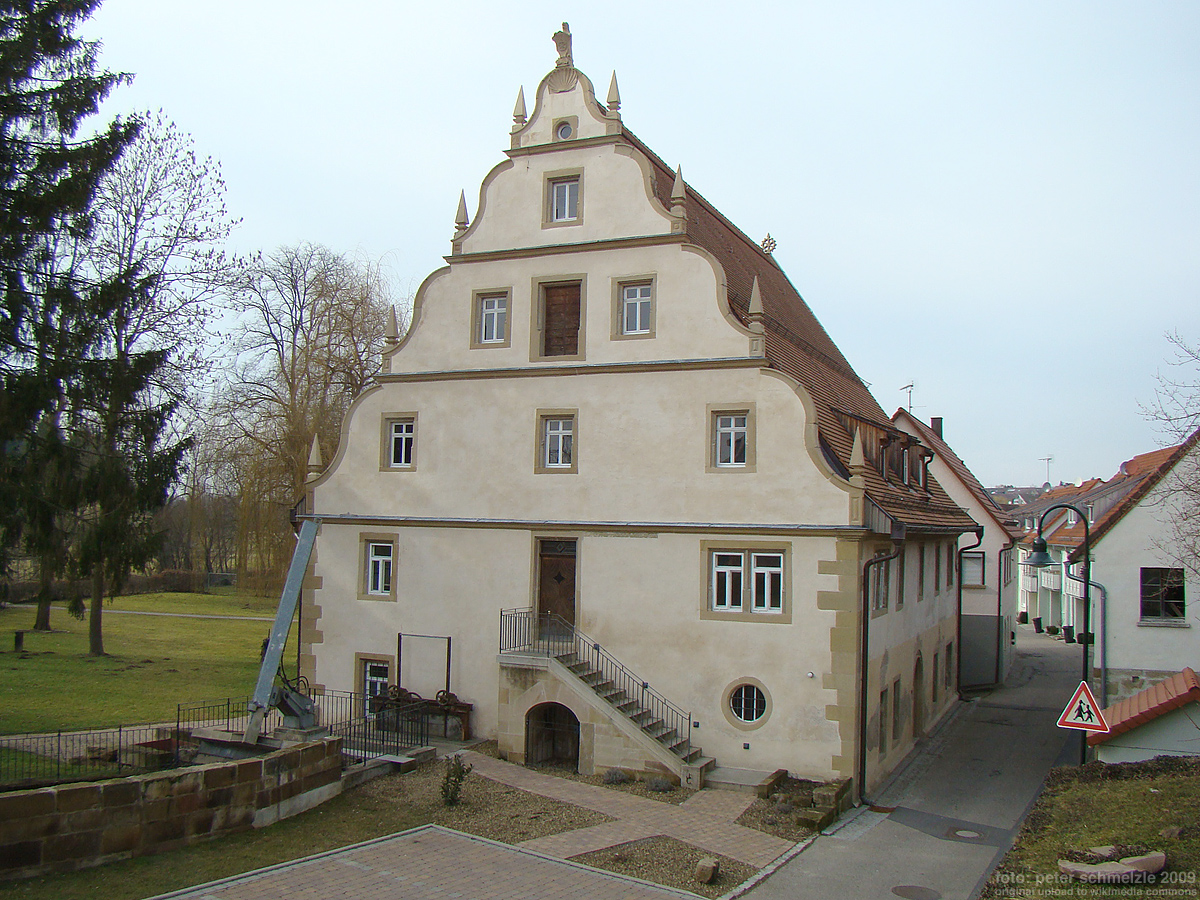
Brettacher Mühle (1600/02)
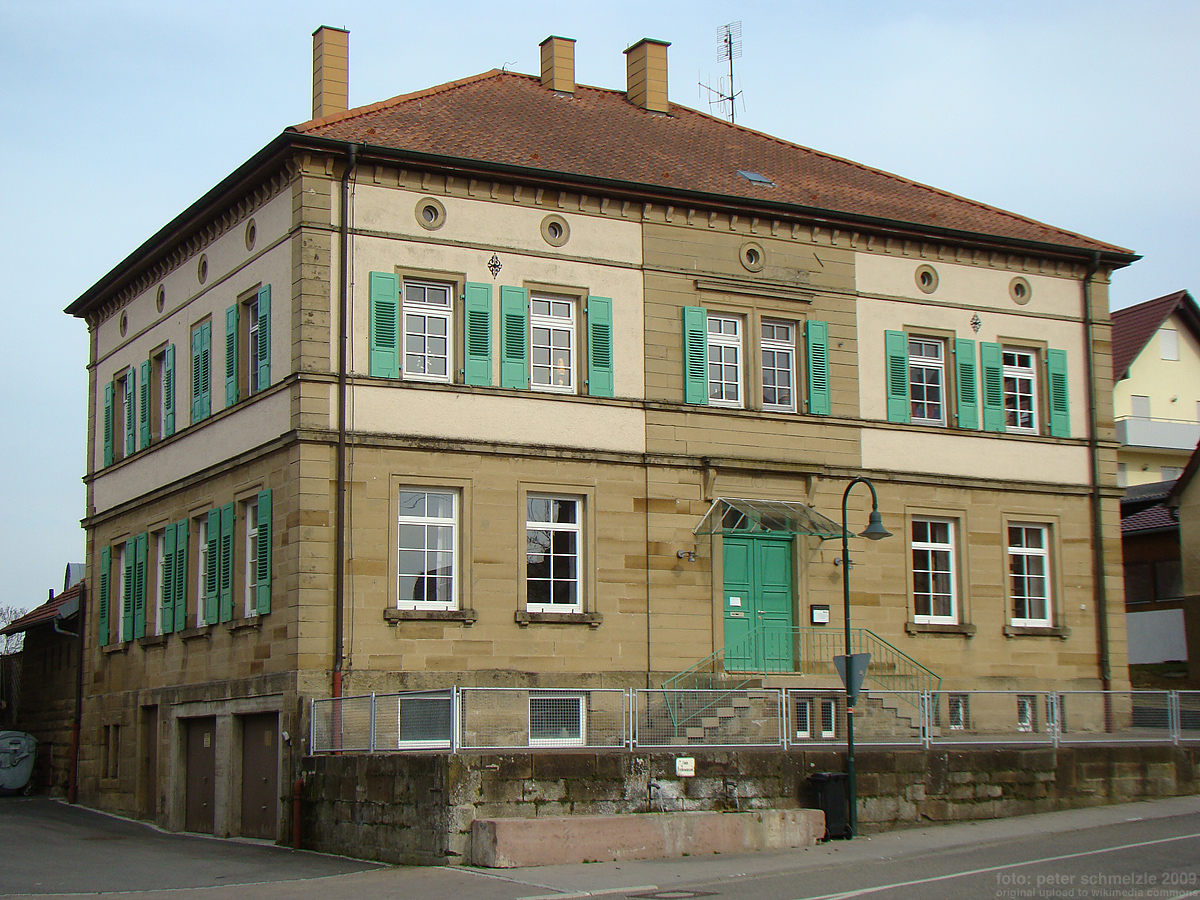
Altes Schulhaus (1872)
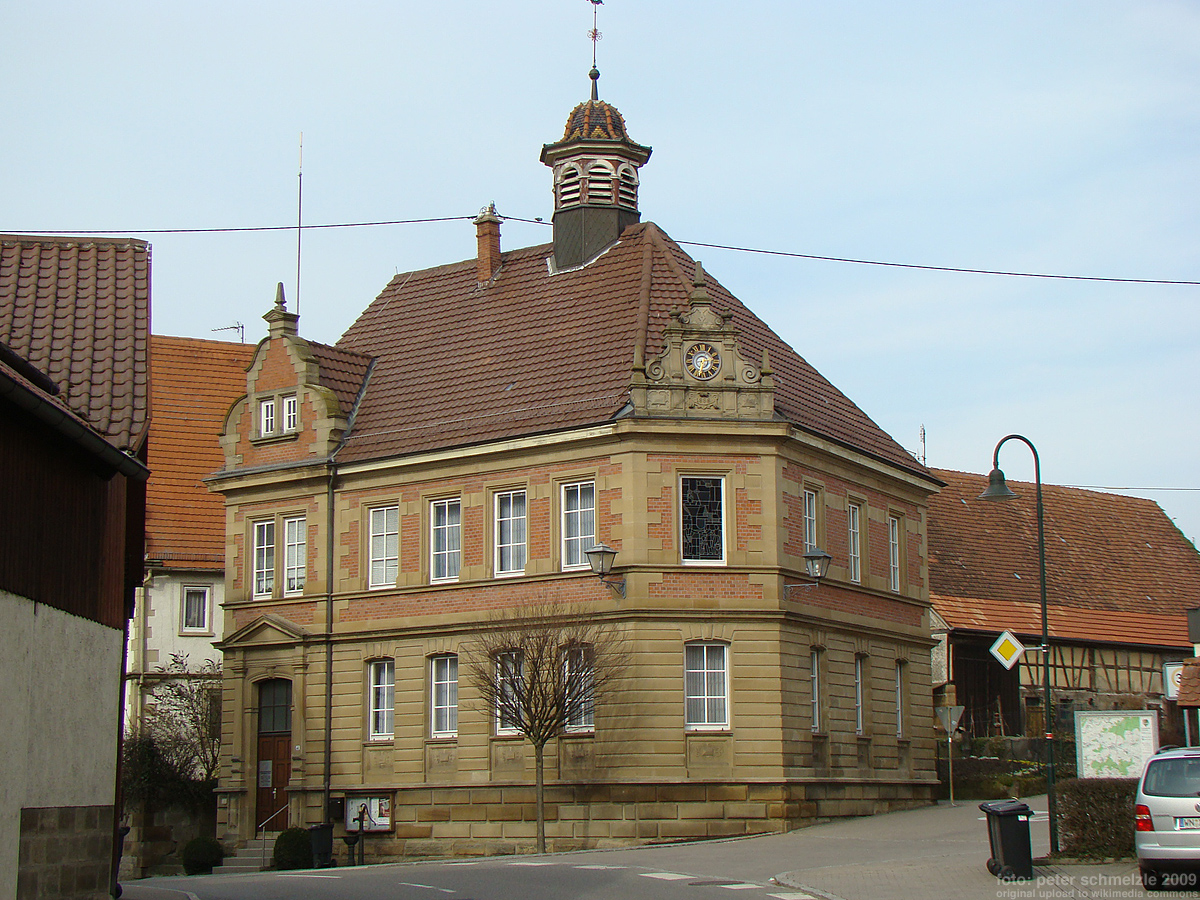
Rathaus (1888)

### Sehenswertes in Langenbeutingen

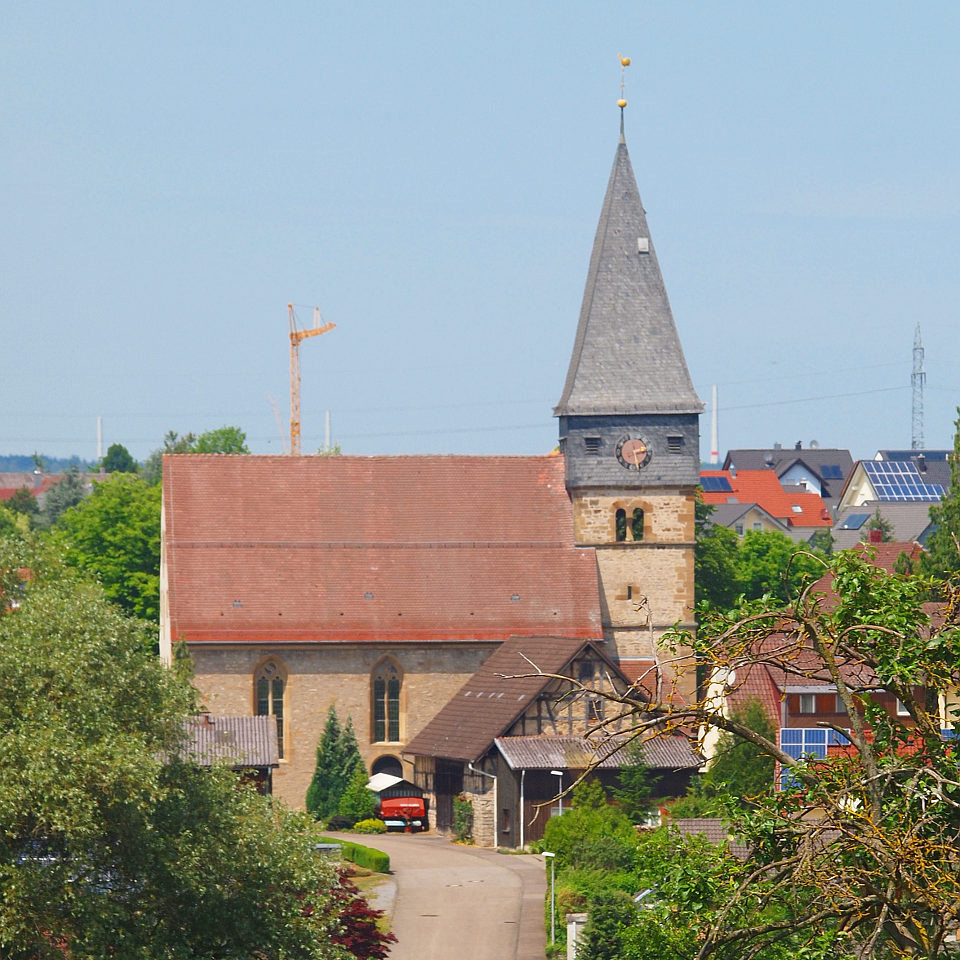
Martinskirche

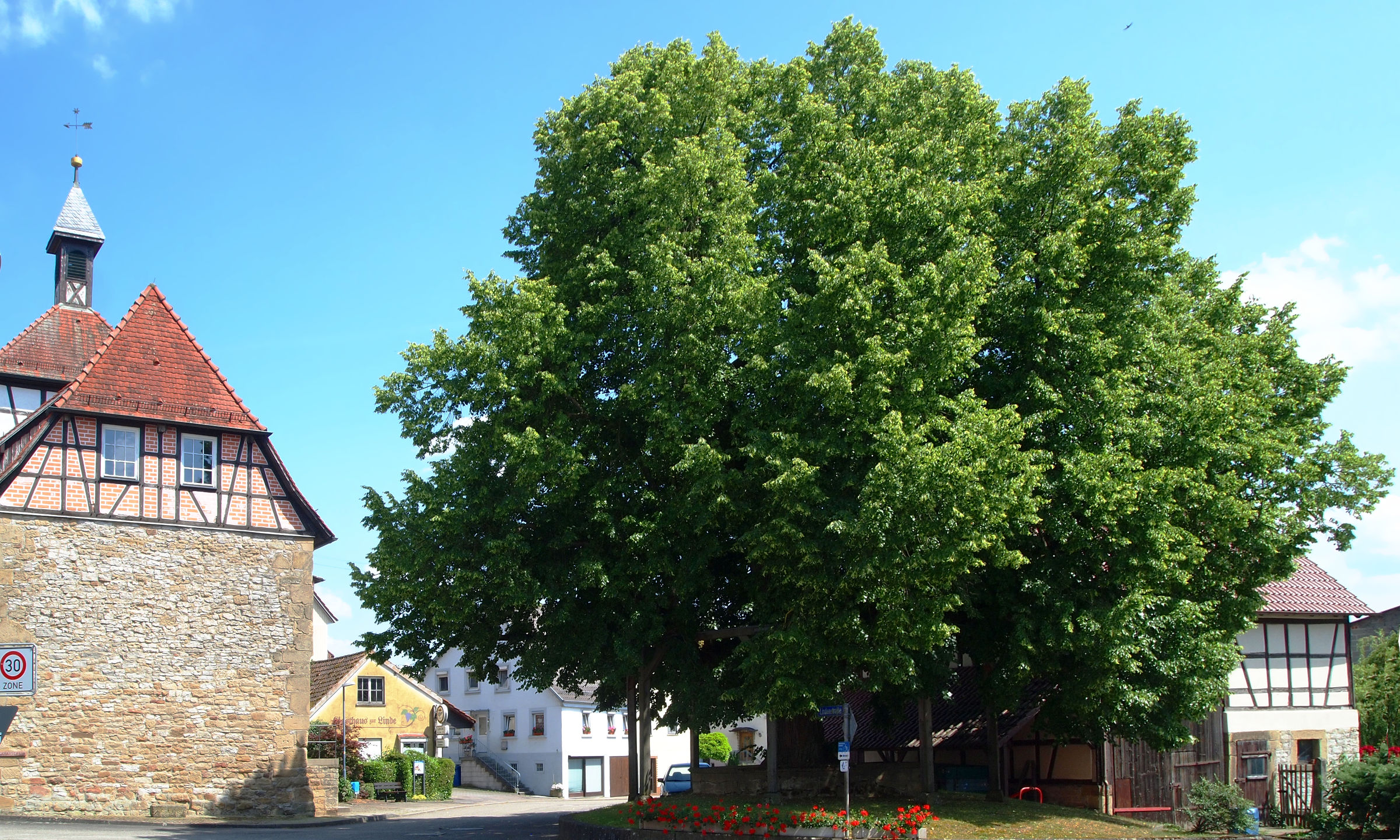
„Hungerlinde“ am Kirchle

Die Martinskirche (auch Obere Kirche) ist seit dem frühen 14. Jahrhundert als Pfarrkirche belegt. Die Kirche soll eine merowingische Gründung sein und gilt als Urkirche des Brettachgaus. Das Schiff der romanischen Chorturm-Anlage wurde 1609/10 umgebaut und später mehrfach renoviert. Der Dachgiebel wurde dabei zeitweilig als Getreidespeicher verwendet. Die wichtigsten Ausstattungsgegenstände der Kirche (Kruzifix, Engel, Altar, Kanzel, Taufstein) stammen aus dem 18. und 19. Jahrhundert.

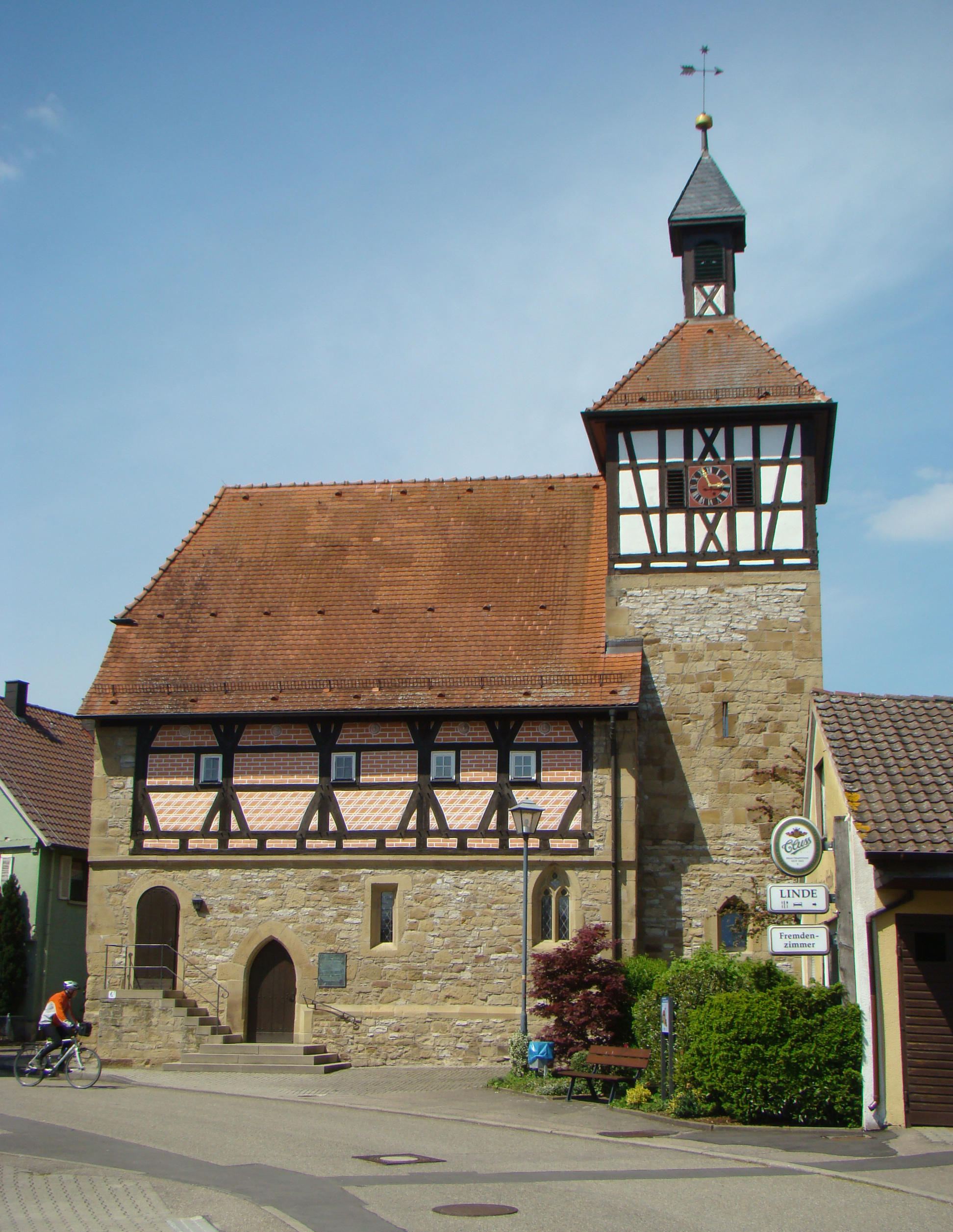
Unteres Kirchle
Das Untere Kirchle wurde 1534 erstmals erwähnt. Das wohl ältere Gebäude wurde 1512 spätgotisch umgestaltet, 1627 mit alemannischem Fachwerk aufgestockt und 1830 mit fränkischem Fachwerkturm vollendet. Im Dachgeschoss wurde vom Heimatgeschichtlichen Verein 2004 die Albrecht-Goes-Stube eingerichtet, eine kleine literarische Gedenkstätte für den hohenlohischen Pfarrer und Dichter Albrecht Goes (1908–2000). Neben Ausgaben seiner Werke werden auch Möbel aus seinem Besitz gezeigt.

#### Hungerlinde Langenbeutingen

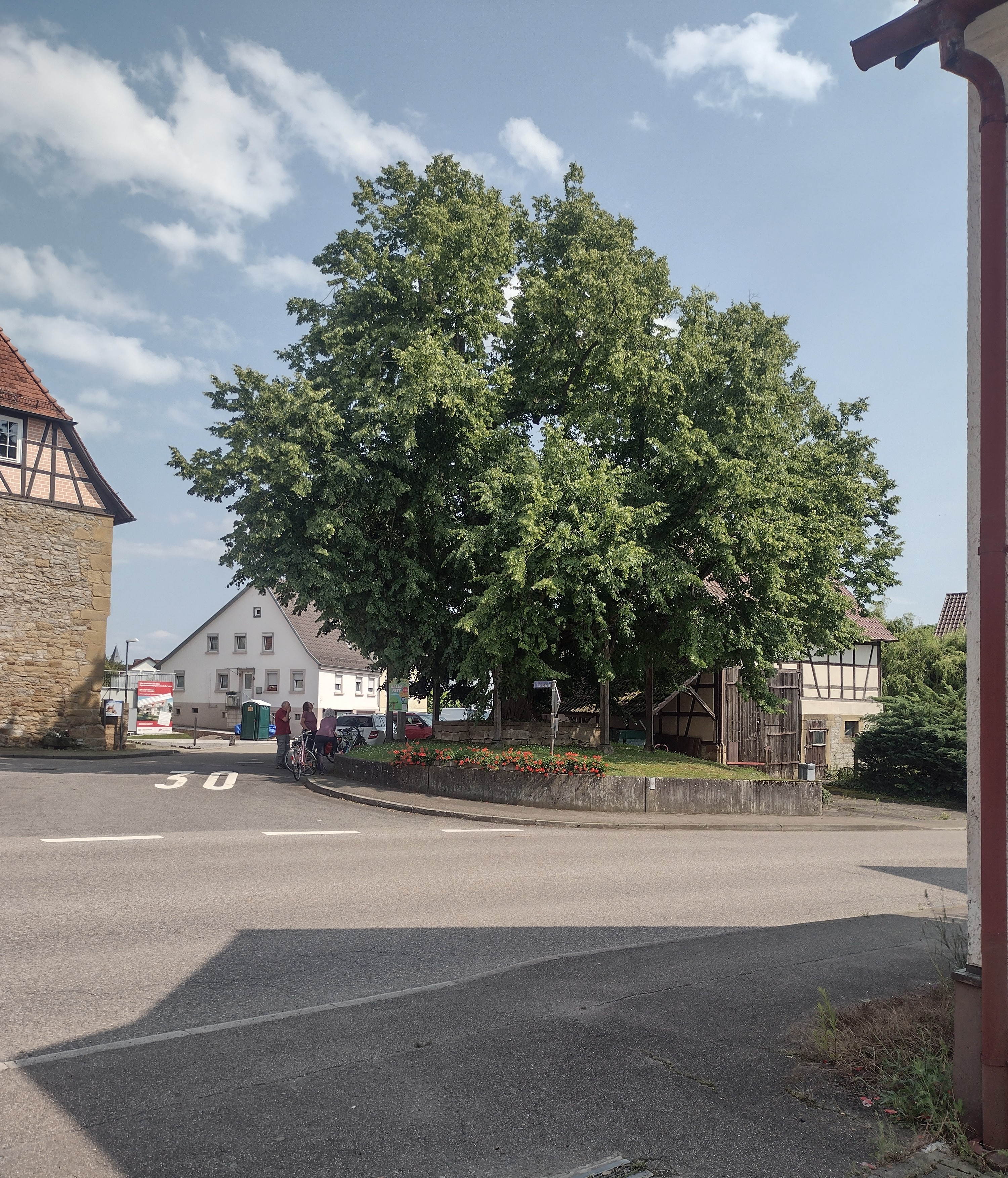
Tanzlinde mit Stützengerüst

Die „Hungerlinde“⊙ genannte Tanzlinde steht im westlichen Teil des Altdorfes, direkt beim „Unteren Kirchle“. Sie wurde im Gedenken an den Hungerwinter 1817 gepflanzt, der dem Ausbruch des indonesischen Vulkans Tambora im Jahr 1815 und dem darauffolgenden Jahr 1816 ohne Sommer folgte. Die Linde wurde als geleitete Linde zu einer Tanzlinde erzogen. Man wählte hierfür die Form einer begehbaren Laube mit flächigem Blätterdach, indem man die unteren Hauptäste kranzartig für einen waagrechten Wuchs auf Stützen fixierte. Dadurch wurde eine weit ausladende Kronenbildung mit dichter Belaubung erzielt.
Die in die Liste markanter und alter Baumexemplare in Deutschland aufgenommene, gleichmäßig geformte Winterlinde ist inzwischen als Naturdenkmal ausgewiesen und ist bis heute ein Ort geselliger Anlässe und Feste. Mittlerweile hat sie ein Alter von knapp über 200 Jahren erreicht und entwickelte dabei einen Stammumfang von ca. 2,5 m. Bedingt durch ihren schirmartigen, weitausladenden Kronenaufbau kommt sie auf eine vergleichbar geringe Höhe von 15 m.

### Regelmäßige Veranstaltungen
- Brettacher Markt: Im Jahr 1681 erhielt Brettach das Marktrecht. Seitdem findet dort jährlich, derzeit am vierten Sonntag und dem davorliegenden Samstag im September, der Brettacher Markt statt. Die zweitägige Veranstaltung umfasst einen Krämermarkt mit ca. 170 Ständen aus ganz Baden-Württemberg, zahlreiche Informations- und Verköstigungsstände örtlicher Vereine sowie einen Vergnügungspark.

## Wirtschaft und Infrastruktur

### Landwirtschaft
Der Ortsteil Langenbeutingen ist ein Weinbauort, dessen Lagen zur Großlage Lindelberg im Bereich Württembergisch Unterland des Weinbaugebietes Württemberg gehören.

### Verkehr
Auf Fernstraßen ist Langenbrettach über die A 81 (Stuttgart–Würzburg), Ausfahrt 8 (Neuenstadt am Kocher) und anschließend die L 1088 Richtung Öhringen zu erreichen. Außerdem erreicht man die Gemeinde über die A 6 (Mannheim–Nürnberg), Ausfahrt 40 (Öhringen) bei anschließender Benutzung der L 1088 Richtung Neuenstadt.
An den öffentlichen Nahverkehr ist Langenbrettach von Heilbronn bzw. Neckarsulm aus über die HNV-Regionalbuslinien 620, 624 und 625 Richtung Neuenstadt angebunden. In Neuenstadt (Busbahnhof Lindenplatz) muss auf die Linie 623 Richtung Neudeck bzw. Langenbeutingen umgestiegen werden. Die Busse verkehren von Montag bis Freitag mindestens im Stundentakt, zu den Hauptverkehrszeiten auch halbstündlich; an Wochenenden ist der Fahrplan jedoch erheblich eingeschränkt. Zudem besteht vom Bahnhof Öhringen aus eine Busverbindung über die Linie 49 Richtung Brettach, Kochersteinsfeld bzw. Neuenstadt, die auch an Werktagen recht unregelmäßig bedient wird.

### Medien
Über das Geschehen in Langenbrettach berichtet die Tageszeitung Heilbronner Stimme in ihrer Ausgabe N, Landkreis Nord.

### Öffentliche Einrichtungen
In Langenbeutingen betrieb die Gemeinde bis einschließlich 2017 ein unbeheiztes öffentliches Freibad mit Schwimmerbecken, Nichtschwimmerbecken und Planschbecken. Eine Besonderheit war der so genannte Unterwasserblick im Schwimmerbecken: Da dieses Becken aus Hochwasserschutzgründen in die Höhe gebaut war, konnte man durch zwei Sichtfenster in der Beckenwand die Badenden unterhalb der Wasserlinie wie in einem Aquarium betrachten. Unterhaltskosten, Sanierungsrückstau, Personalprobleme und gesetzliche Auflagen führten zur vorläufigen Schließung des Bades, dessen Abriss schließlich Ende 2020 beschlossen wurde.

### Bildung
In Langenbrettach gibt es eine Grundschule mit Schulgebäuden in Langenbeutingen und Brettach. Darüber hinaus unterhält die Volkshochschule Unterland in Langenbrettach eine Außenstelle.

## Persönlichkeiten

### Söhne und Töchter der Gemeinde
- Wilhelm Claus (1836–1890), geboren in Brettach, Pfarrer und Erweckungsprediger
- Reinhard Köstlin (1875–1957), geboren in Langenbeutingen, Verwaltungsjurist, Präsident im württembergischen Staatsministerium
- Karl Simpfendörfer (1906–1984), geboren in Brettach, Politiker (DVP, CDU), MdB
- Albrecht Goes (1908–2000), geboren in Langenbeutingen, Schriftsteller und evangelischer Theologe
- Hermann Traub (1944–2013), geboren in Brettach, evangelikaler Theologe, Pfarrer und Leiter der missionarischen Bewegung

### Persönlichkeiten, die im Ort gewirkt haben oder wirken
- Philipp Friedrich Hiller (* 6. Januar 1699 in Mühlhausen an der Enz; † 24. April 1769 in Steinheim am Albuch), evangelischer Pfarrer und Kirchenlieddichter
- Julius von Jan (* 17. April 1897 in Schweindorf/Württemberg; † 21. September 1964 in Korntal), evangelischer Pfarrer und Widerstandskämpfer
- Jörg Sommer (* 1. August 1963 in Heilbronn), Kinder- und Jugendbuchautor, lebte und arbeitete in Langenbeutingen